# Îles Littleton
Les îles Littleton ou Littleton Islands (en groenlandais : Pikiuleq), est un archipel composé de deux îles principales appartenant à la commune d'Avannaata dans le nord-ouest du Groenland. 

## Description
L'archipel est composé de :
- L'île Littleton : île principale située à environ 1 km de la côte nord-ouest du Groenland en baie Hatherton dans le détroit de Smith[1].
- L'île McGary : un îlot beaucoup plus petit, séparé de la rive nord-ouest de l'île principale par un étroit détroit.

Les îles sont l'une des plus grandes aires de reproduction du Groenland pour l'eider à duvet et sont inscrites comme zone importante pour la conservation des oiseaux. 

## Histoire
En juillet 1853, lors de la deuxième expédition Grinnell sur le brick Advance, Elisha Kent Kane construit un cairn sur l'île Littleton. Kane nomme l'un des îlots adjacents Hans Island en l'honneur de Hans Hendrik.
Christian Ohlsen, membre de la même expédition, y meurt le 12 juin 1855,.
En 1883, le Proteus, lors de la deuxième expédition partie au secours de l'expédition Greely, doit rechercher Greely le long du détroit de Smith et, si nécessaire aussi loin au nord que la baie Lady Franklin de l'île d'Ellesmere, où l'explorateur avait établi une station d'observation en 1881. Le Yantic, navire de conserve, non adapté à la navigation dans les glaces, ne doit, lui, pas procéder plus loin que les îles Littleton. Cependant, son voyage devient plus aventureux que prévu. Le 23 juillet 1883, le Protée est écrasé par les glaces près du cap Sabine à l'île Pim, dans la partie ouest du détroit de Smith et les hommes se sont échappés en gagnant deux baleinières. Les deux parties atteignent l'île Littleton où elles laissent sous un cairn] un rapport de leur catastrophe. Le message est trouvé par le Yantic en août et la recherche des survivants est immédiatement commencée. Le Yantic traverse le détroit de Smith et la partie supérieure de la baie de Baffin, en vain. Les hommes avaient en réalité rejoints Upernavik.